# Museu da Polícia Militar do Espírito Santo (Cariacica)
Localizado em Cariacica-ES, o Museu da Polícia Militar do Estado do Espírito, ou simplesmente Museu Militar ou, ainda, Museu do Quartel do Moscoso, possui em seu acervo mais de 600 objetos, além de mais de 900 fotografias que retratam a evolução da Polícia Militar naquela Unidade Federativa.
A estrutura física muito se assemelha ao primeiro quartel do estado, conhecido como Quartel de Moscoso, tendo inclusive, após sua demolição, sido reservado ao Museu inúmeras peças suas para o acervo.
Apesar de receber carinhosamente o mesmo nome do quartel original, este localizava-se na Capital, Vitória-ES.